# Glypta cylindrator
Glypta cylindrator är en stekelart som först beskrevs av Fabricius 1787.  Glypta cylindrator ingår i släktet Glypta och familjen brokparasitsteklar. Arten är reproducerande i Sverige.

## Underarter
Arten delas in i följande underarter:
- G. c. nigerrima
- G. c. sachalinensis
- G. c. rufescens